# Kvadriliarda
Kvadriliarda je číslo desítkové soustavy, vyjádřené v dlouhé škále jako 1027, tedy 1 000 000 000 000 000 000 000 000 000. Toto číslo lze označit také jako tisíc kvadrilionů.

## Užití čísla (příklad)
Lidské tělo se údajně skládá z kvadriliardy atomů.